# حمد الغيهبان
حمد الغيهبان المرّي شاعر نبطي من أهل بادية الجزيرة العربية، يعتقد أنه عاش في القرن الثامن الهجري (الرابع عشر الميلادي) وهناك من يرده إلى القرن الثالث عشر الهجري. وهو أقدم من وصلنا ذكره من شعراء الشعر الشعبي في الجزيرة العربية، وأول من يسمي شعره بالنبطي من بين الشعراء الذين وصلت أخبارهم إلى العصر الحديث.